# Просіно
Просіно (пол. Prosino, нім. Prössin) — село в Польщі, у гміні Чаплінек Дравського повіту Західнопоморського воєводства.
Населення — 50 осіб (2011).
У 1975-1998 роках село належало до Кошалінського воєводства.

## Демографія
Демографічна структура станом на 31 березня 2011 року:
|          | Загалом | Допрацездатний вік | Працездатний вік | Постпрацездатний вік |
| -------- | ------- | ------------------ | ---------------- | -------------------- |
| Чоловіки | 30      | 7                  | 22               | 1                    |
| Жінки    | 20      | 1                  | 16               | 3                    |
| Разом    | 50      | 8                  | 38               | 4                    |